# Eric Singer
 (mai 2021).
Si vous disposez d'ouvrages ou d'articles de référence ou si vous connaissez des sites web de qualité traitant du thème abordé ici, merci de compléter l'article en donnant les références utiles à sa vérifiabilité et en les liant à la section « Notes et références ».
Pour les articles homonymes, voir Singer.
Eric Doyle Mensinger est un musicien américain né le 12 mai 1958 à Cleveland (Ohio), aux États-Unis. Batteur de renom, il est surtout connu pour avoir joué à plusieurs reprises au sein du groupe Kiss et auprès du chanteur Alice Cooper, depuis les années 1990. Ancré dans un registre hard rock, il a également joué avec Black Sabbath, Brian May, Queen, Lita Ford, Gary Moore et Avantasia.

## Les débuts
Eric, qui commence la batterie à l'âge de dix ans, est inspiré par des groupes comme Humble Pie, The Who, Led Zeppelin, Black Sabbath, The Beatles, Queen et influencé par des batteurs tels que John Bonham, Keith Moon, Cozy Powell, Roger Taylor, Bill Ward ou encore Buddy Rich.
Sa carrière de batteur professionnel débute en 1984, lorsqu'il accompagne Lita Ford en tournée. Les contacts qu'il prend dans le cadre de cette nouvelle activité lui permettent d'apparaître derrière les fûts dans le clip-vidéo du titre Culture Shock d'Olivia Newton-John. En 1985, il rejoint Black Sabbath, où il succède à Bill Ward, alors démissionnaire. Singer participe à l'enregistrement de deux albums du groupe, Seventh Star (1986) et The Eternal Idol (1987). Il suit ensuite Ray Gillen, ex-chanteur de Black Sabbath, pour fonder un groupe baptisé Badlands (en) : Singer participe à l'enregistrement du premier album, éponyme. Il quitte Badlands en 1989, à l'invitation de Paul Stanley, qu'il accompagne tout au long de sa tournée solo en Amérique du nord.
S'intéressant aussi au cinéma, Singer apparaît en 1989 dans le film Shocker de Wes Craven. En 1991, il fait partie du line-up d'Alice Cooper, sur la tournée promotionnelle de l'album Hey Stoopid. Sa carrière prend ensuite une nouvelle dimension avec son arrivée au sein du groupe Kiss.

## Batteur de Kiss

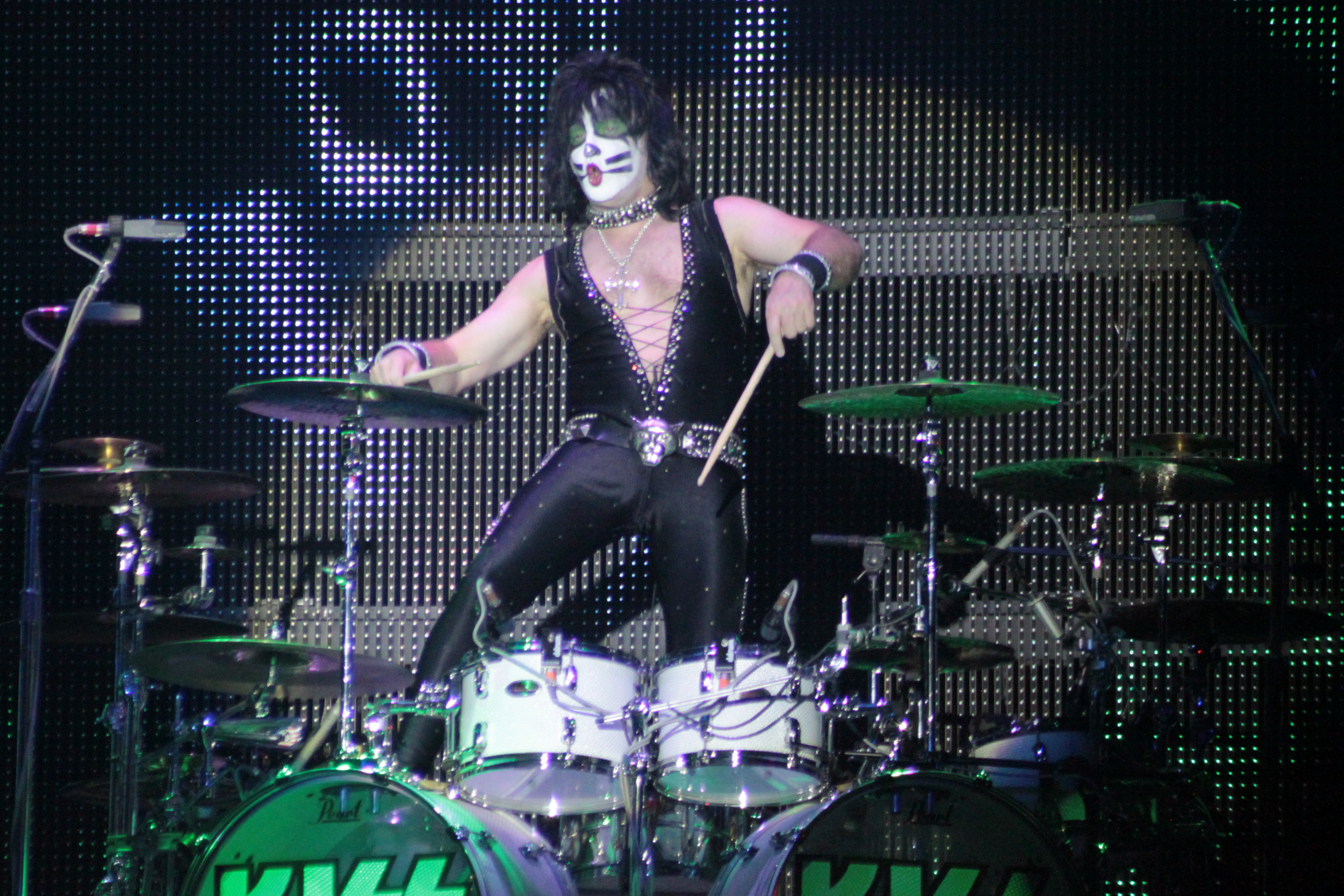
Le Catman perché sur sa batterie, au Hellfest 2013.

Eric Singer intègre Kiss lors de sessions d'enregistrement au début de l'année 1991 en remplacement du batteur Eric Carr, qui se bat alors contre un cancer du cœur. Ce remplacement devait être temporaire, mais le décès de Carr, en novembre 1991, a finalement conduit Kiss à faire de Singer son batteur permanent. À cette époque, Kiss a pour guitariste Bruce Kulick, et était en pleine période démaquillée. Singer prend part à l'enregistrement de l'album Revenge (1992) et participe à la tournée qui suit et dont est tiré le live Alive III (1993). Cette partie de l'histoire du groupe, qui a vu Kiss retourner à un hard rock pur et dur, loin des sonorités FM et du look Glam' des années 1980, est appelée « période Revenge ».

En 1995, Kiss tourne avec son répertoire intégralement remanié en acoustique, faisant participer, sur plusieurs dates, deux des membres originaux de la formation : Ace Frehley (guitariste) et Peter Criss (premier batteur de la formation qui avait été renvoyé du groupe au début des années 1980). Les membres passés et présents de Kiss se retrouvent, notamment, pour un concert acoustique, diffusé sur la chaîne MTV, dont est issu le live Kiss Unplugged. La vague de nostalgie que suscite cet épisode incite Kiss à se reformer dans sa configuration des années 1970, avec costumes et maquillages, et en ré-intégrant, à leurs postes, Frehley et Criss, au détriment de Kulick et Singer.

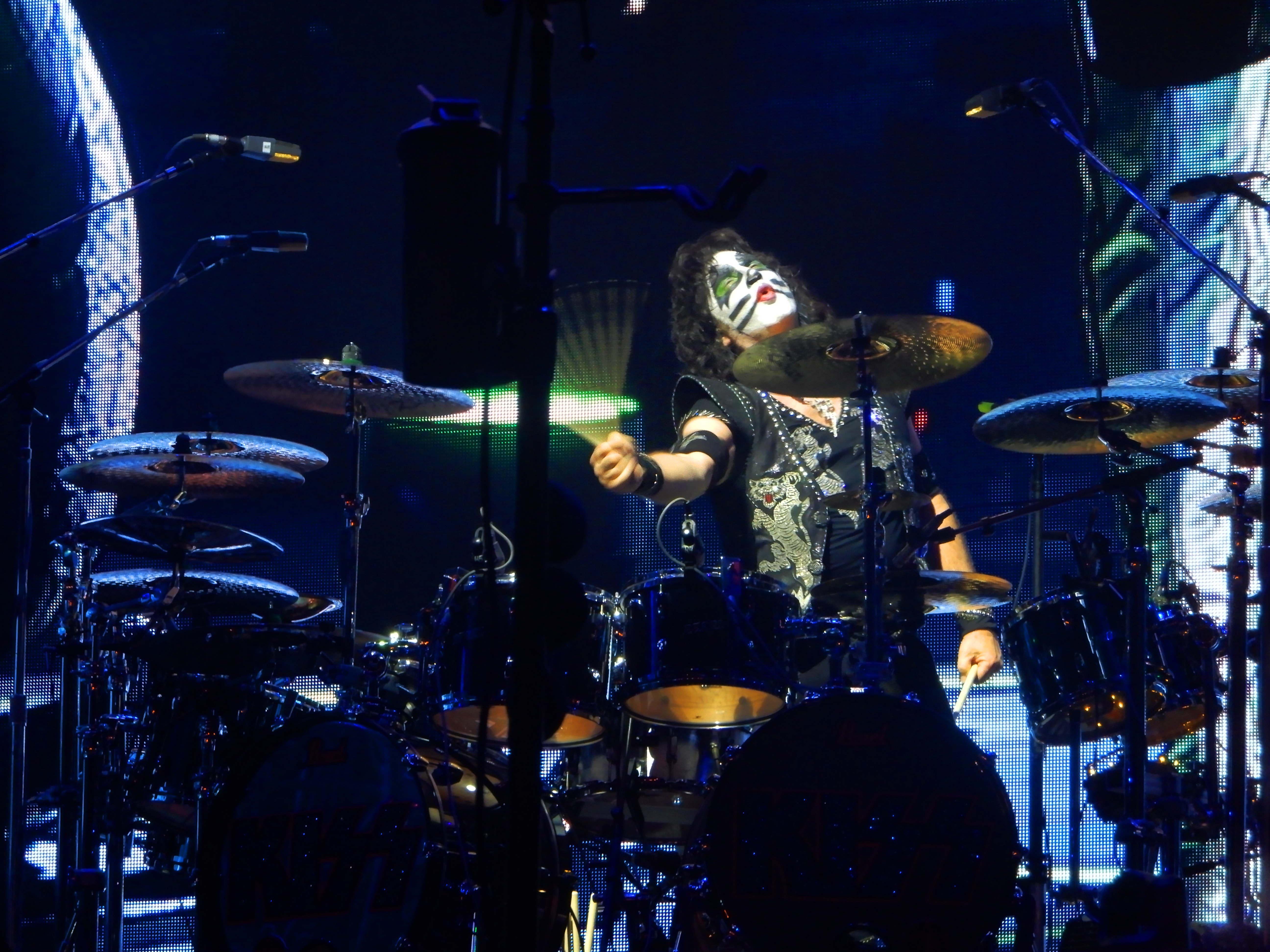
Eric Singer au Hellfest 2023

Singer connaît ensuite une période plutôt calme, marquée, en particulier, par une tournée avec Brian May. En janvier 2001, Peter Criss quitte Kiss, à la suite de différends avec Paul Stanley et Gene Simmons, Singer est rappelé en urgence pour le remplacer et hérite, dans le même temps, du célèbre maquillage du Catman, à la suite du rachat des droits par le groupe. Après un bref retour de Criss d'octobre 2002 à mars 2004, Singer retrouve son poste de batteur de Kiss, cette fois-ci de manière définitive.
Lors des années durant lesquelles il est mis en réserve par Kiss au profit de Peter Criss, ou lors des périodes d'inactivité du groupe, fréquentes durant les années 2000, Eric Singer occupe régulièrement le poste de batteur d'Alice Cooper. S'il a pris l'habitude de jongler entre les deux artistes, Kiss reste clairement sa priorité.
À partir de 2008, Kiss renoue avec une activité intense et mobilise complètement Eric Singer. Il participe à l'enregistrement de l'album Sonic Boom, sorti en 2009, sur lequel il chante le titre All For The Glory. Lors de la tournée promotionnelle qui suit, Singer assure aussi le chant sur les titres Black Diamond et Beth, originellement chantés par Criss. Le temps libre que laisse Kiss à Singer lui permet d'entretenir son projet solo. En 2011, il retourne en studio avec Kiss pour l'enregistrement d'un nouvel album, Monster, qui paraît l'année suivante.

## Batteur d'Alice Cooper
Lorsqu'il n'est pas sollicité par Kiss, Singer fait partie des musiciens d'Alice Cooper, en tournée mais, également, en studio. Il participe à l'enregistrement des albums Brutal Planet (2000), The Eyes Of Alice Cooper (2003) et Along Came a Spider (2008). Il apparaît également sur les doubles CD/DVD Brutally Live (2000) et Live In Montreux 2005.
À partir de 1991, lors de sa participation à la tournée Hey Stoopid, Singer retourne presque systématiquement auprès d'Alice Cooper dès que Kiss le met en réserve, ou se contente d'une activité se résumant à quelques concerts sporadiques (particulièrement au milieu des années 2000). Sa relation avec Cooper est particulière, ce dernier ne recrutant, la plupart du temps, que des musiciens totalement inconnus. Ses fréquents retours, malgré des absences à répétition, en font l'un des membres les plus stables de la carrière solo d'Alice Cooper. Eu égard à sa position, Singer interprète un solo de batterie durant les concerts, ce qu'aucun autre musicien d'Alice Cooper n'a jamais la possibilité de faire. Alice et Eric ont une passion commune pour l'horlogerie suisse, dont ils collectionnent les montres et visitent, à l'occasion de tournées, les usines.

Singer n'a cependant plus travaillé avec Cooper depuis l'enregistrement de l'album Along Came A Spider en 2008, Kiss ne lui laissant plus assez de temps pour jongler entre les deux groupes.

Maquillage The Catman (en commun avec Peter Criss).

## Style
Eric Singer est un batteur aussi visuel que technique.
Deux toms 12 et 13, fixés dans l'axe de la caisse claire, permettent un accès plus rapide et visuel aux cymbales. L'ensemble du kit est pensé à plat. Les cymbales et les toms sont orientés à l'horizontale avec peu ou pas d'inclinaison, ce qui permet d'une part, une meilleure visibilité du musicien derrière ses fûts, mais participe également au jeu visuel du batteur, qui frappe de cymbale par le dessus, dessous puis dessus sur la cymbale opposée, ce qu'Eric Singer décrit comme le "wind mill" dans ses vidéos pédagogiques.
Sur cet aspect visuel de la batterie, Eric se dit avoir été marqué particulièrement par des batteurs comme Buddy Rich.
La majorité des descentes de fûts et roulements sont en triolet ou sextolet, débit qu'affectionne Eric.

## Discographie
(Liste non exhaustive)

### Black Sabbath
- Seventh Star (1986)
- Eternal Idol (1987)
- The Sabbath Stones (1996)

### Drive
- Characters In Time (1988)

### Badland
- Badlands (1989)

### Alice Cooper
- Live At Electric Lady (1991)
- Brutal Planet (2000)
- Brutally live - Video (2000)
- The Eyes Of Alice Cooper (2003)
- Live at Montreux 2005 - Video (2006)
- Along came a spider (2008)

### Kiss
- Revenge (1992)
- Alive III (1993)
- MTV Unplugged - Video (1996)
- Carnival Of Souls: The Final Sessions (1997)
- Rock The Nation Live - Video (2005)
- Sonic Boom (2009)
- Monster (2012)

### Avantasia
- Lost in space part I & II - singles (2007)
- The Scarecrow (2008)
- The metal opera part I (2001)
- The metal opera part II (2002)
- The Wicked Symphony (2010)
- Angel of Babylon (2010)

### Greg Chaisson
- It's About Time (1995)

### Shameless
- Queen 4 A Day (2001)

### Derek Sherinian
- Black Utopia (2003)

## Vie privée
Passionné par l'horlogerie, il a été juré lors d'un Grand Prix d'horlogerie à Genève.